# Vättingsbrotten
Vättingsbrotten är skär i Åland (Finland). De ligger i Skärgårdshavet och i kommunen Brändö i landskapet Åland, i den sydvästra delen av landet. Öarna ligger omkring 84 kilometer nordöst om Mariehamn och omkring 220 kilometer väster om Helsingfors.
Arean för den av öarna koordinaterna pekar på är 0,6 hektar och dess största längd är 140 meter i öst-västlig riktning. Trakten är glest befolkad. Det finns inga samhällen i närheten.